# Wenceslaus I van Troppau
Wenceslaus I van Troppau (circa 1361 - 1381) was van 1365 tot aan zijn dood hertog van Troppau. Hij behoorde tot de Troppau-tak van het huis Přemysliden.

## Levensloop
Wenceslaus I was de zoon van hertog Nicolaas II van Troppau en diens derde echtgenote Judith, dochter van hertog Bolesław van Falkenberg. 
Na het overlijden van zijn vader in 1365 erfden Wenceslaus I en zijn broers Jan I, Nicolaas III en Przemko het hertogdom Troppau. De nog minderjarige Wenceslaus en zijn jongere broer Przemko werden onder ht regentschap geplaatst van hun broer Jan. In 1367 werd de erfenis van de vier broers onderling verdeeld: Jan I kreeg het hertogdom Ratibor, terwijl Nicolaas, Wenceslaus en Przemko het hertogdom Troppau bleven besturen. Nadat Wenceslaus en Przemko volwassen werden verklaard, beslisten zij en hun broer Nicolaas III om in 1377 het hertogdom Troppau onderling te verdelen, waarbij Nicolaas het hertogdom Leobschütz kreeg en Wenceslaus en Przemko het hertogdom Troppau bleven besturen. 
In 1381 stierf Wenceslaus op ongeveer 20-jarige leeftijd zonder nakomelingen na te laten. Zijn broer Przemko bleef als enige hertog van Troppau over.